# Mirko Vlahović
Mirko Vlahović (Berane, 26. jul 1963) je crnogorski pozorišni i filmski glumac i prvak drame Crnogorskog narodnog pozorišta.

## Biografija
Rođen je 26. jula 1963. godine u Beranama. U ranoj mladosti bio je član Centra za kulturu Berane "Dušan Bošković". Akademiju scenskih umetnosti upisao je 1988. godine u Sarajevu, u klasi profesora Miralema Zupčevića. Još kao student postigao je svoj prvi glumački uspeh sa predstavom Mladena Materića Tetovirano pozorište scene Obala iz Sarajeva koja je nakon Velike nagrade na festivalu u Edinburgu gostovala u preko 50 zemalja svijeta. Nakon toga, Vlahović igra u Long pleju, Kuli Vavilonskoj, Kamenu za pod glavu, Divljem mesu. U Sarajevu je takođe ostvario značajan broj filmskih i televizijskih uloga.
Kada se vratio u Podgoricu ostvario je zapažene uloge u Crnogorskom narodnom pozorištu u predstavama : Tigar, Happy End, Izvanjac, Montenegrini, Oblomov, Party Time, Elektra, Malograđani, Jakov grli trnje, Otpad, Joneskomanija, Galeb, Poludela lokomotiva, Montenegro Blues, San o Svetom Petru Cetinjskom, Danilo, Večera budala, Šćeri moja, Bura, Učene Žene, Ekvinocijo, Bure Baruta...
Sarađivao je sa najboljim balkanskim filmskim i pozorišnim reditelja i dobitnik je mnogobrojnih regionalnih i internacionalnih nagrada.
Prvak je CNP-a i jedan od njihovih najaktivnijih glumaca. Glumio je u mnogim pozorištima u regionu, neka od njih su : Crnogorsko narodno pozorište, Narodno pozorište u Sarajevu, Atelje 212, Zagrebačko kazalište mladih, Otvorena scena Obala Sarajevo, Grad teatar, Ex ponto Ljubljana, Kraljevsko pozorište Zetski Dom, Dom omladine Podgorica, Nikšićko Pozorište, Hercegnovsko Pozorište i mnoga druga. Glumio je u preko 60 filmova i serija. Režirao je više puta nagrađivani kratki film "Zle oči", kao i predstavu "Sveti Georgije ubiva aždahu" Dušana Kovačevića. Živi i radi u Podgorici, ima sina Petra koji se takođe bavi glumom i studira Pozorišnu režiju na Fakultetu dramskih umetnosti u Beogradu, u klasi Egona Savina i Kokana Mladenovića.

## Filmografija
| God.       | Naziv                       | Uloga             |
| ---------- | --------------------------- | ----------------- |
| 1980-e     |                             |                   |
| 1988.      | Zabavni utorak              |                   |
| 1990-e     |                             |                   |
| 1990.      | Gluvi barut                 | Zunzarin Partizan |
| 1990.      | Poslednji valcer u Sarajevu | Mihailo Pušara    |
| 1991.      | Virdžina                    | Momak             |
| 1991.      | Moj brat Aleksa             | Inspicijent       |
| 1991.      | Praznik u Sarajevu          | Ćiza Džeparoš     |
| 1991.      | Čovjek S                    |                   |
| 1991.      | Sarajevske priče            | Tihi              |
| 1992.      | Aleksa Šantić (TV serija)   | Inspicijent       |
| 1992.      | Koju igru igraš             |                   |
| 1993.      | Roda                        |                   |
| 1993.      | Napadač                     | Ranjenik          |
| 1993.      | Elektra                     | Hemon             |
| 1994.      | Magareće godine             | Vjeroučitelj      |
| 1997.      | Rođeni sjutra               | Filip             |
| 1997.      | Zle oči                     | Reditelj          |
| 1998.      | Sudbina jednog razuma       | Isailo, sluga     |
| 1998.      | Stršljen                    | Redžepi           |
| 1998.      | Živana                      | Puniša            |
| 1998.      | Svirač (TV film)            | Kum Jovan         |
| 1998.      | Džandrljivi muž             | Erzerin           |
| 1998.      | Dosije 128                  | Agent Udbe        |
| 1999.      | Nož                         | Balija            |
| 1999.      | U ime oca i sina            | Diler             |
| 2000-e     |                             |                   |
| 2000.      | Gorski vijenac              | Vuk Mićunović     |
| 2001.      | Suđenje Đeneralu Vešoviću   | Peruta Vučinić    |
| 2001.      | Prijemni ispit              | Kum               |
| 2004.      | Taxi drive                  | Taksista          |
| 2005.      | Poziv (serija)              | Hamed             |
| 2005.      | Srce u bunaru               | Partizan          |
| 2005.      | Grof Montenegro             | Georgije          |
| 2008.      | Die rote Zora               | Šumar Smoljan     |
| 2008.      | Malteški krst               | Malteški vitez    |
| 2009.      | Kod advokata                | Advokat           |
| 2009.      | Baraba                      | Valentino         |
| 2010-e     |                             |                   |
| 2011.      | Oče, laku noć               | Eduard Kiš        |
| 2012.      | Mora ljubavi                |                   |
| 2013.      | Budva na pjenu od mora      | Boro Kovačević    |
| 2014.      | Atomski zdesna              | Mario             |
| 2014.      | Varvari                     | Lukin Otac        |
| 2015.      | Budva na pjenu od mora      | Boro              |
| 2016.      | Igla ispod praga            | Ranko             |
| 2017.      | Božićni ustanak (TV serija) | Stevo             |
| 2017.      | Biser Bojane                | Šefket            |
| 2017.      | Iskra                       | Petar             |
| 2018.      | Put                         | Slavko            |
| 2018.      | Biser Bojane (TV serija)    | Šefket            |
| 2018.      | Između dana i noći          | Mešetar           |
| 2019.      | Dojč kafe                   | Labud Zverotić    |
| 2019.      | Ajvar                       | Psihijatar        |
| 2019.      | Rapl                        | Bos               |
| 2019.      | Besa (TV serija)            | Božo              |
| 2019.      | Senke nad Balkanom          | Žmara             |
| 2019.      | Žigosani u reketu           | Đole DB-ovac      |
| 2020-e     |                             |                   |
| 2020.      | Biser Bojane (TV serija)    | Šefket            |
| 2020.      | Južni vetar (TV serija)     | Mirko Radonjić    |
| 2020.      | Močvara (TV serija)         | Rade Janković     |
| 2020.      | Otac                        | Portir            |
| 2021.      | Nebesa                      | Šinter            |
| 2021.      | Kljun (TV serija)           | Sveta Jović Surla |
| 2021.      | Lud, zbunjen, normalan      | Idriz             |
| 2022.      | Ključ                       | Deda              |
| 2022.      | Trag divljači               | Petar Drecun      |
| 2023.      | Južni vetar: Na granici     | Mirko Radonjić    |
| 2023.      | Poseta (TV serija)          | Radmanović        |
| 2023.      | Deca zla                    | Zvonko Pažin      |
| 2023.      | Tunel (TV serija)           | Lazar Tešić       |
| 2021-2024. | Dug moru                    | Pukovnik          |
| 2024.      | Krunska 11                  | Joko              |
| 2024.      | Budi Bog s nama             |                   |
| 2024.      | Pukotina u ledu             |                   |
| 2024.      | Mraz                        |                   |
| 2024.      | Bijeg do mora               | Jakov             |

## Istaknute uloge u pozorištu
- Mlaz krvi, Antonen Arto (rd. Milovan Korać)
- Kula Vavilonska, Goran Stefanovski - Todor
- Divlje meso, Goran Stefanovski - Herman Klaus
- Kamen za pod glavu, Milica Novković - Vučko Vučetić
- I smrt dolazi na Lemno, Velimir Lukić
- Long Plej, Goran Stefanovski (rd. Nada Kokotović)
- Tetоvirano pozorište, Mladen Materić (rd. Mladen Materić) - Šeik
- Sveti Georgije ubiva aždahu, Dušan Kovačević (rd. Mirko Vlahović) - Poručnik Tasić
- Bez trećega, Milan Begović (rd. Mirko Vlahović) - Marko Barić
- Izvanjac, Igor Bojović (rd. Jovica Pavić) - Škrnjo
- Tigar, Mjurej Šizgal (rd. Draško Đurović) - Ben
- Happy End, Igor Bojović (rd. Ivana Vujić) - Petar Božić
- Princeza Ksenija od Crne Gore, Radmila Vojvodić (rd. Radmila Vojvodić) - Savo Vukmanović
- Lažni car Šćepan Mali, Petar II Petrović Njegoš (rd. Dejan Mijač) - Vojvoda Vuksan
- Montenegrini, Radmila Vojvodić (rd. Radmila Vojvodić) - S. Luperini
- Zločin i kazna, Fjodor Dostojevski (rd. Egon Savin) - Aleksandar Grigorijevič Zamjotov
- Oblomov, Ivan Gončarov (rd. Egon Savin) - Andrej Ivanovič Štolc
- Komedija zabune, Vilijem Šekspir (rd. Jagoš Marković) - Egejon
- Iz ničega u ništa, Stevan Koprivica (rd. Goran Bulajić) - Gazda
- Elektra, Danilo Kiš (rd. Egon Savin) - Zidar
- Party Time, Harold Pinter (rd. Eduard Miler) - Lajonel, Riči, Čovek sa tamnim naočarama
- Malograđani, Maksim Gorki (rd. Paolo Mađeli) - Šiškin
- Bura, Vilijem Šekspir (rd. Slobodan Unkovski) - Antonio, Vojvoda ood Milana
- Joneskomanija, Ežen Jonesko  (rd. Eduard Miler) - Gospodin Smit
- Otpad, Ljubomir Đurković (rd. Niko Goršič) - Janko Markošević
- Pinokio, Karlo Kolodi (rd. Petar Pejaković) - Stromboli
- Pomiluj me, grešnoga gospode, Fjodor Dostojevski (rd. Goran Bulajić) - Dimitri Karamazov
- Legenda o postojanju, Stevan Koprivica (rd. Egon Savin)
- Galeb, Anton Čehov (rd. Paolo Mađeli) - Petar Nikolajevič Sorin
- Poludjela lokomotiva, Stanislav Vitkijevič (rd. Eduard Miler) - Zigfrid Tengier, mašinovođa
- Lažni Car, Mirko Kovač (rd. Branislav Mićunović) - Andrija
- Montenegro Blues, Radmila Vojvodić (rd. Radmila Vojvodić) - Čudna faca
- Tramvaj zvani želja, Tenesi Vilijams (rd. Želimir Orešković) - Mič
- Jakov grli trnje, Veljko Radović (rd. Blagota Eraković) - Jakov Milojić
- San o Svetom Petru Cetinjskom, Mirjana Drljević (rd. Branislav Mićunović) - Maksim
- Siroti mali hrčki, Gordan Mihić (rd. Goran Bulajić) - Drugi Službenik
- Danilo, Mirko Kovač (rd. Radmila Vojvodić) - Pero Tomov Petrović
- Srčana kap, Mirko Kovač (rd. Blagota Eraković) - Gost
- Žabe, Gregor Strniša (rd. Slobodan Milatović) - Lucifer
- Nije čovjek ko ne umre, Velimir Stojanović (rd. Goran Bulajić) - Duško
- Naš čovjek (rd. Slađana Vujović) - Ćiro Vagner, Stariji, Novinar, Turista
- Večera budala, Fransis Veber (rd. Božidar Đurović) - Pjer Brošan
- Imitacija života, Mirjana Bobić Mojsilović (rd. Lidija Dedović) - Milivoje
- Pravednici, Alber Kami (rd. Željko Sošić) - Zatvorenik Foka
- Leda, Miroslav Krleža (rd. Anica Tomić) - Klanfar
- Četvrta sestra, Januš Glovacki (rd. Ana Vukotić) - Ivan Pavlovič Pjetrov
- Alegretto Albania, Stefan Čapaljiku (rd. Idriz Đokaj) - Otac
- Zidari i bibiliotekari (rd.Ana Vukotić) - Ivan Crnojević
- Šćeri Moja, Maja Todorović (rd. Ana Vukotić) - Knjaz Nikola I Petrović
- Bura, Vilijam Šekspir (rd. Dejan Projkovski) - Goncalo
- Učene žene, Molijer (rd. Jagoš Marković) - Krizal[3]
- Zimska Bajka, Vilijam Šekspir (rd. Dino Mustafić) - Antigon
- Ekvinocijo, Ivo Vojnović (rd. Ivica Kunčević) - Slijepi Vlaho
- Bure Baruta, Dejan Dukovski (rd. Dejan Projkovski) - Dimitrije
- Posjeta, Fridrih Direnmat (rd. Aleksandar Morfov) - Alfred Miler
- Omladina bez Boga Eden fon Horvat (rd. Tara Manić) - Julije Cezar

## Istaknute nagrade
- Kristalna vaza na Jugoslovenskom Festivalu Dramskih Amatera u Trebinju
- Nagrada za najbolju glavnu mušku ulogu FDA Nova Varoš
- Nagrada na Međunarodnom Festivalu Kratkometražnih Filmova u Beogradu za film "Zle oči:
- Godišnja nagrada UDUCG, za uloge u predstavama Montenegrini i Zločin i kazna, 1999.
- Godišnje nagrade Crnogorskog narodnog pozorišta
- Nagrada Opštine Podgorica „19. decembar” za ostvarene rezultate u pozorišnoj djelatnosti, 2005.
- Međunarodni festival glumca u Nikšiću, nagrada „Grand prix” za najbolju partnersku ulogu (Siroti mali hrčki), 2007.
- Nagrada za partnerski odnos na Festivalu Crnogorskog teatra,  2007.
- Plaketa „Miloš Šami” za doprinos Hercegnovskoj aprilskoj pozorišnoj svečanosti (HAPS), 2008.
- Nagrada 21.jul grada Berane za doprinos u kulturi, Opština Berane 2009.
- Grand prix za najbolji partnerski odnos na sceni, Međunarodni festival glumca u Nikšiću 2009.
- Velika Nagrada Crnogorskog Narodnog Pozorišta, 2016.[4]
- Grand prix za najbolju glavnu mušku ulogu, Međunarodni festival glumca u Nikšiću, 2016.
- Nagrada za najbolje glumačko ostvarenje u cjelini, Festival mediteranskog teatra Purgatorije, 2016.
- Nagrada Džoni Hodžić za izuzetan doprinos u njegovanju i očuvanju poetske riječi, 2017.
- Nagrada za najbolju glavnu mušku ulogu za ulogu Petra (Iskra red.Gojko Berkuljan), Mojkovačke filmske jeseni, 2017.
- Nagrada i status prvaka drame, Crnogorsko Narodno Pozorište Podgorica

## Spoljašnje veze
Mirko Vlahović na sajtu  (jezik: engleski) 